# Francis Osborne, 12. Duke of Leeds
Francis D’Arcy Godolphin Osborne, 12. Duke of Leeds, KCMG KStJ KCSG (* 16. September 1884 in London; † 20. März 1964 in Rom) war ein britischer Aristokrat (Peer) und Diplomat.

## Leben

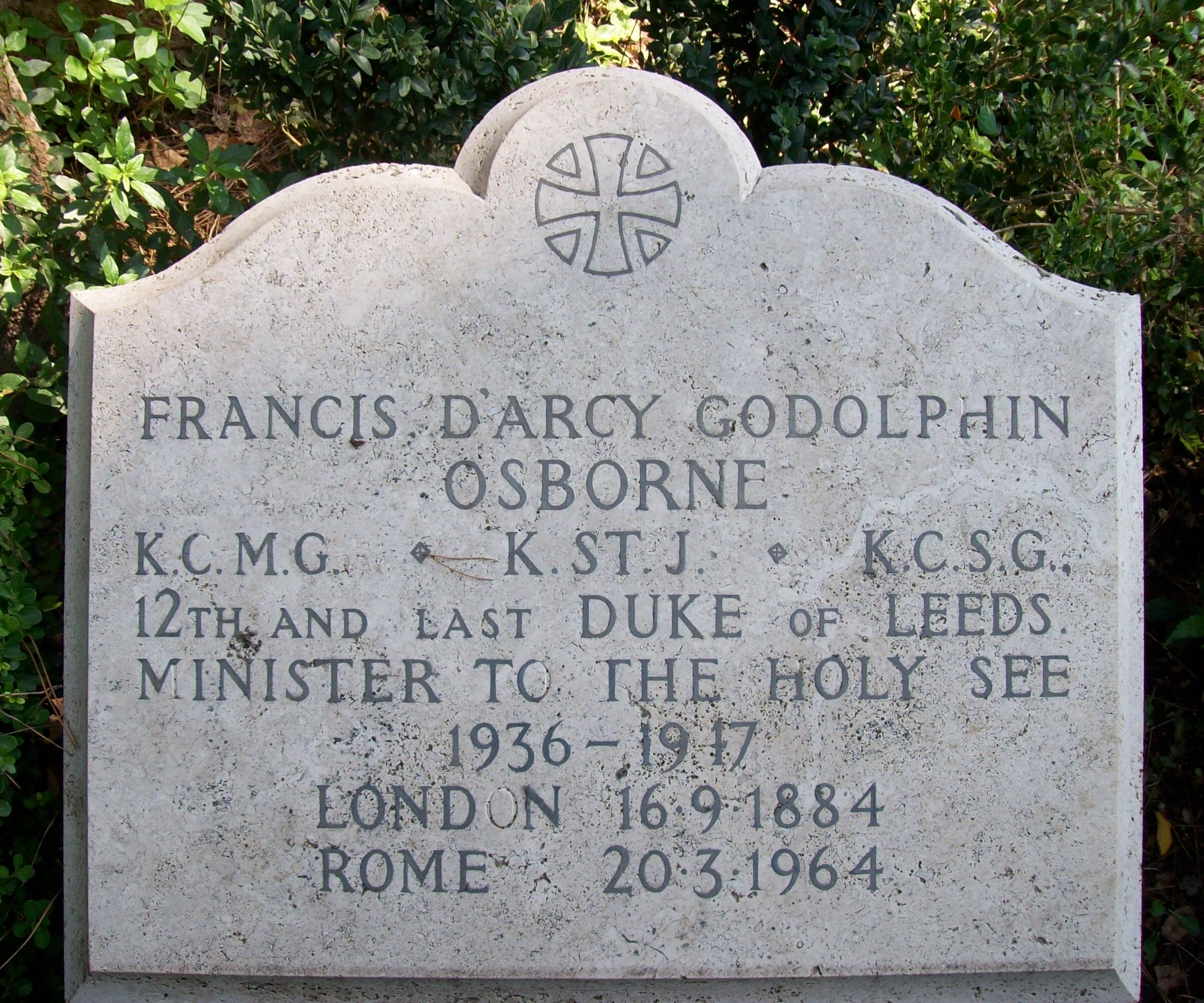
Osbornes Grab auf dem Protestantischen Friedhof in Rom

Francis Osborne war der älteste Sohn von Sidney Francis Godolphin Osborne (1835–1903) und Margaret Dulcibella Hammersley. Osborne hatte noch zwei jüngere Brüder, Sidney Hugh (1887–1958) und
Maurice (1889–1915). Sein Großvater Sydney Godolphin Osborne (1808–1889) war ein jüngerer Bruder von George Osborne, 8. Duke of Leeds, sein Urgroßvater Francis Godolphin Osborne, 1. Baron Godolphin (1777–1850) ein jüngerer Bruder von Francis Osborne, 5. Duke of Leeds. Osborne war Knight Commander  im Order of St. Michael and St. George (KCMG) und im Gregoriusorden (KCSG).
Osborne war von 1931 bis 1935 Gesandter im diplomatischen Rang eines Envoy Extraordinary and Minister Plenipotentiary in den Vereinigten Staaten und von 1936 bis 1947 als Minister to the Holy See beim Heiligen Stuhl. In der Zeit vom Kriegseintritt Italiens 1940 bis zur Besetzung Italiens durch die Alliierten 1944 blieb Osborne in Rom und wohnte in der Vatikanstadt. In dieser Zeit half er dem römisch-katholischen Priester Hugh O’Flaherty, 4000 Juden und alliierten Soldaten Unterschlupf in Klöstern, kirchlichen Gebäuden und in Privathäusern zu ermöglichen und dadurch ihr Leben zu retten. Diese Begebenheit wurde 1983 unter dem Titel Im Wendekreis des Kreuzes mit Gregory Peck in der Rolle des Monsignore O’Flaherty verfilmt.
Nach dem Tod seines Neffen 3. Grades John Osborne, 11. Duke of Leeds, im Jahre 1963 erbte Osborne dessen Adelstitel als 12. Duke of Leeds. 1964 verstarb er aber im Alter von 79 Jahren. Da Osborne selbst ehe- und kinderlos geblieben war und keine männlichen Verwandten mehr lebten, erloschen das Dukedom of Leeds und alle nachgeordneten Titel.